# Gynacantha demeter
Gynacantha demeter är en trollsländeart som beskrevs av Friedrich Ris 1911. Gynacantha demeter ingår i släktet Gynacantha och familjen mosaiktrollsländor. IUCN kategoriserar arten globalt som otillräckligt studerad. Inga underarter finns listade i Catalogue of Life.